# Kim Pérez
Kim Joaquina Pérez Fernández-Fígares (Granada, 1941- 27 de febrero de 2025),conocida como Kim Pérez, fue una profesora y activista española. Fue la primera mujer transexual que formó parte una candidatura electoral en España. Fue miembro del movimiento social, cultural y político Recortes Cero, formando parte de sus candidaturas desde su nacimiento como partido en 2014.

## Biografía
Kim Pérez se licenció en Historia en 1968, fecha en la que es nombrada Profesora Encargada de Curso de la Universidad de Granada. Es experta en la cuestión histórica de los Nazarenos de Jerusalén. Ha sido profesora de ética y filosofía en diferentes niveles educativos hasta 2006. Pérez fue también agregada de comunicación en la embajada española en Argelia, y es escritora. Ha sido confundadora y presidenta de la Asociación de Identidad de Género en Andalucía, y del colectivo Conjuntos Difusos-Autonomía Trans.
Pérez inició su activismo por las mujeres trans en 1983, cuando participó en las Jornadas Feministas Estatales en Madrid.
Ante el Defensor del Pueblo Andaluz, encabezó la solicitud de proposición no de ley del Parlamento Andaluz por los derechos trans. En febrero de 1999, siendo presidenta de la Asociación de Identidad de Género en Andalucía, se consiguió que Andalucía se convirtiera en la primera comunidad autónoma de España en incluir en su catálogo de prestaciones sanitarias el tratamiento y las cirugías de reasignación de sexo. En 2007, ocupó el número 17 de la lista electoral de Izquierda Unida en las elecciones municipales para el Ayuntamiento de Granada, convirtiéndose en la primera mujer transexual que formó parte de una candidatura electoral en España. Ese mismo año, junto a Carla Antonelli, trabajó por la Ley de Identidad de Género.
En 2010, reclamó que se pudiera elegir el género neutro para aquellas personas que no se identifican como hombre o mujer. En 2013, se encadenó a las puertas del Parlamento Andaluz e inició una huelga de hambre en protesta por el retraso en la aprobación de la ley Integral de Transexualidad en Andalucía, legislación en la que participó en los trabajos de elaboración.
En 2018 participó en el capítulo Naranja de Nosotrxs somos, serie documental dirigida por César Vallejo sobre la historia LGTBI en España. En ese año, fue designada pregonera del Orgullo de Granada.
En 2019, volvió a realizar una huelga de hambre para denunciar que el apoyo de la ultraderecha al gobierno de la Junta de Andalucía podría significar una merma de los derechos de las personas trans, según lo que se establecía en el programa del partido político Vox.
En 2022, a propuesta de la Dirección General de Diversidad Sexual y Derechos LGTBI, recibió la Medalla a la Promoción de los Valores de Igualdad, junto al activista Miguel Ángel Sánchez, de manos de la ministra de Igualdad Irene Montero.
Falleció el 27 de febrero de 2025.

## Vida personal
Pérez salió del armario como mujer transexual en 1991, con 50 años. En 1995 decidió iniciar su proceso de autodeterminación de género.

## Filmografía
- Nosotrxs somos (2018)

## Reconocimientos
- 2010 - Premio Pluma de la FELGTB.[18]
- 2017 - Medalla de oro al mérito de la ciudad de Granada.[19][20]
- 2017 - Galardón "Mayores del año" del ayuntamiento de Granada.[21]
- 2018 - Pregonera del Orgullo de Granada.[22]
- 2019 - Premio Triángulo Rosa de COGAM.[23]
- 2022 - Medalla a la Promoción de los Valores de Igualdad (junto a Miguel Ángel Sánchez) del Ministerio de Igualdad